# Осторожно с ангелом (телесериал, 1960)
Осторожно с ангелом (исп. Cuidado con el ángel) — мексиканский мелодраматический телесериал с элементами драмы 1959 года производства Telesistema Mexicano. Дебютный телесериал для Эрнесто Алонсо в качестве продюсера и режиссёра-постановщика.

## Краткий сюжет
История красивой и, по-видимому, доброй женщины, которая на самом деле является злой и худшей. Она забирает все у своей подруги, но к сожалению кончает свою жизнь трагически.

## Синопсис
Продюсер Эрнесто Алонсо изменил параметры, заданные другими продюсерами прошедших телесериалов, поскольку его премьера состоялась в начале июня 1959 года на канале 4 Telesistema Mexicano в 10:00 и транслировалась утром. Телесериал Осторожно с ангелом был ориентирован в основном на женскую аудиторию.
В главных ролях снимались Ампаро Ривеллес, Гильермо Агилар и Офелия Гильмайн, герои которых на протяжении всего телесериала образовали любовный треугольник. Эрнесто Алонсо объединился с писательницей Фернандой Вильели и тот всегда приглашал её, когда он продюссировал телесериал вплоть до его смерти в 2007 году. Эрнесто Алонсо дал возможность сниматься на телевидении своей близкой подруге Аните Бланч, которая до этого была известна как актриса национального кинематографа.

## Съёмочная группа

### В ролях
| Актёр или актриса (строго по алфавиту) | Роль                   |
| -------------------------------------- | ---------------------- |
| Гильермо Агилар                        | Эрнесто (главная роль) |
| Анита Бланч (дебют в телесериалах)     |                        |
| Офелия Гильмаин                        | Амалия (главная роль)  |
| Эктор Гомес                            |                        |
| Арселия Ларраньяга                     |                        |
| Флоринда Меса                          |                        |
| Росенда Монтерос                       |                        |
| Ампаро Ривьелес                        | Альма (главная роль)   |
| Кармен Салинас                         |                        |

### Административная группа
| Должность административной группы (строго по алфавиту) | Ф.И.О.           |
| ------------------------------------------------------ | ---------------- |
| Оригинальный текст (создатель произведения)            | Фернанда Вильели |
| Продюсер                                               | Эрнесто Алонсо   |
| Режиссёр-постановщик                                   | Эрнесто Алонсо   |